# Molepolole
Molepolole er en by i den sydlige del af Botswana med et indbyggertal (pr. 2008) på cirka 70.000. Byen ligger 50 kilometer nord for hovedstaden Gaborone.